# Transkaukasische Senke
Koordinaten: 41° 10′ 0″ N, 45° 50′ 0″ O

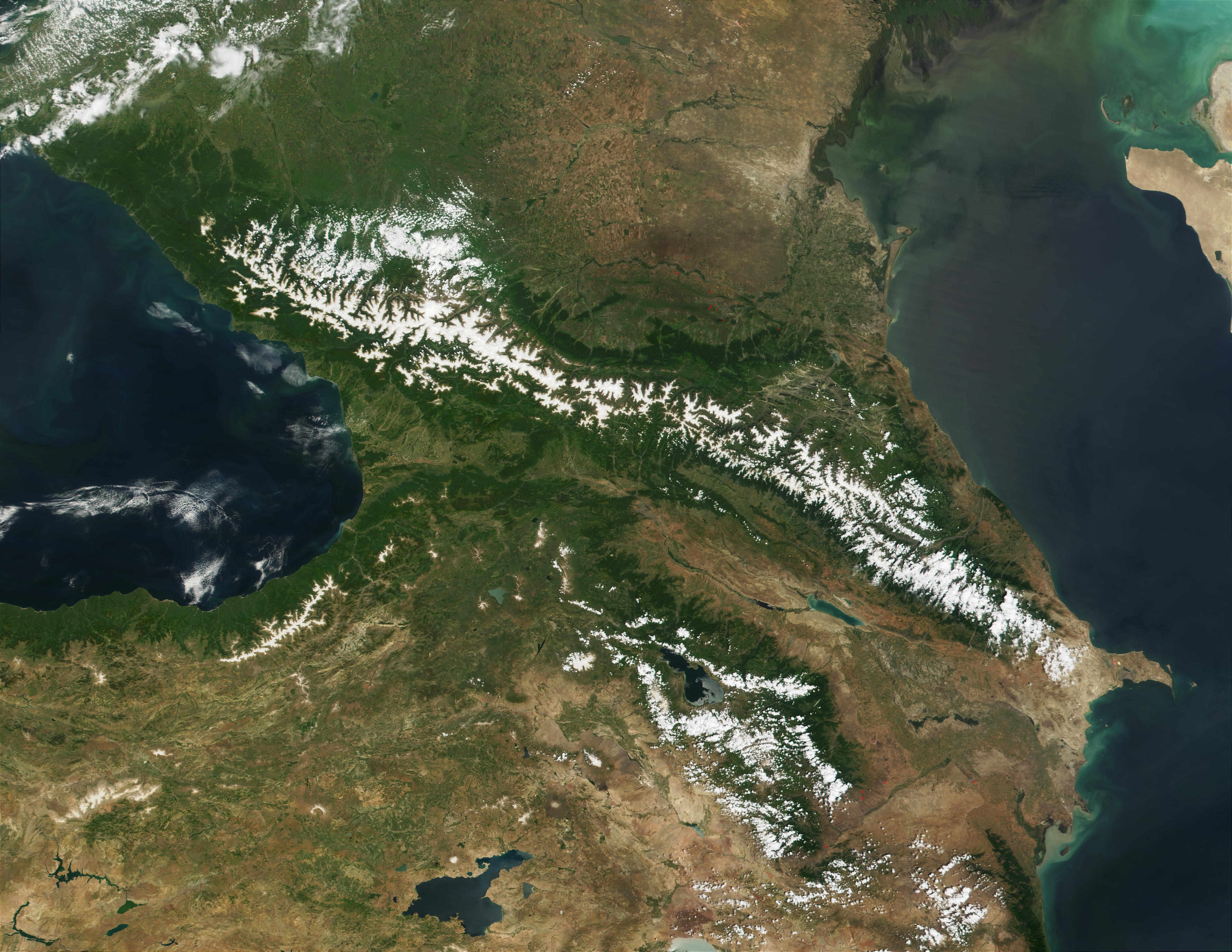
Satellitenaufnahme der Transkaukasischen Senke zwischen dem schneebedeckten Großen und Kleinen Kaukasus

Die Transkaukasische Senke oder Transkaukasische Depression ist die Senke zwischen dem Großen Kaukasus und dem Kleinen Kaukasus, die sich vom Suramigebirge nach Nordwesten durchs Kolchis-Tiefland ans Schwarze Meer und nach Südosten durchs größere Kura-Becken ans Kaspische Meer erstreckt.
Die Kura ist der bedeutendste Fluss der Gegend, kommt von Südwesten aus dem Armenischen Hochland ins Suramigebirge, wendet sich dort nach Südosten, und durchfließt den Großteil der Senke. Kurz vor ihrer Mündung ins Kaspische Meer stößt aus Südwesten der Aras zu ihr. Das dortige Kura-Arax-Tiefland liegt niedriger als der Meeresspiegel, ist seit der Altsteinzeit von Menschen besiedelt, und hat die Kura-Arax-Kultur hervorgebracht. Die Kolchis brachte die Kolchis-Kultur hervor. Das Klima in der Senke profitiert davon, dass Kaltluft aus dem Norden durch den Großen Kaukasus ferngehalten wird.
Die Faltengebirge beidseits des Senke werden auf die Kollision der Arabischen Platte mit der Eurasischen Platte zurückgeführt. Durch die Region verläuft eine heftige Erdbeben auslösende Verwerfung von der Ägäis bis Iran.
Politisch ist die Transkaukasische Senke größtenteils und etwa hälftig zwischen Aserbaidschan und Georgien aufgeteilt.